# Gedda (adelsätt)
För operasångaren, se Nicolai Gedda.
Gedda är en svensk adlig ätt. 

## Historia
Släkten härstammar från Bohuslän, och skall enligt traditionen härstamma från en norsk adlig ätt Gjedde. Den med visshet äldste kände stamfadern är kyrkoherden i Kville pastorat och prosten i Viken i Bohuslän Gude Axelsen Giedde (levde 1573) och var död omkring 1590 i Kville socken.[1] Hans ättling i sjätte led, översten i armén, överstelöjtnanten och sekundchefen vid Livregementesbrigadens värvade infanteri Georg Gedda (1755–1806), adlades 1797 1/11 på Stockholms slott av konung Gustav IV Adolf med namnet Gedda, och introducerades 1800 4/6 under nr 2168. Hans ättegren utgör huvudmannagrenen. 
En medlem av en äldre gren av släkten Gedda, ättling i sjunde led till ovannämnde Gude Axelsen Gjedde, kaptenen vid örlogsflottan sedermera majoren och lotslöjtnanten Gustaf Axel Gedda (1763–1828), adlades genom kunglig resolution given 1801 28 maj på Stockholms slott av konung Gustav IV Adolf, och han skulle upptagas i adliga ätten Gedda nr 2168 och skriva sig Gedda. Han introducerades sålunda 1803 2 september under nr 2168. Hans ättegren utgör den äldre adopterade ättegrenen.
Det finns inget känt samband mellan denna släkt och den medeltida Gäddaätten. En Gude Giädda var den nionde kommendanten på Bohus, från år 1492 till år 1499. Tilltalsnamn gick ju vanligen i släkten, och Gude tillhör inte de allra vanligaste. Kommendant Gude kan ha varit farfar, eller farfars bror, till stamfadern Gude Axelsson, alltså far eller farbror till Axel Gedda.
Axel Gädda är omnämnd i Chorographia Bahusenis thet är: Bahus-Läns Beskrifning (1746) av Johan Oedman:
| ” | Tänckte sedan wid sin hemkomst [från studier i Wittenberg], genom Swärdet återwinna sitt Adelskap, thet Fadren Axel Giedde, genom ett ofri ock oadeligt Gifte, med en Kiöpmans dotter bortmiste, ock tiente sig up til Lieutnant. | „ |

## Vapen beskrivning
Kyrkoherden Peder Gudesson använde år 1674 en sigill med en balkvis ställd gädda i skölden med en blomma med uppvänd blomkalk på en stjälken med två blad på hjälmen. Under denna tid kallade hans sig Lucius vilket betyder gädda på latin men från och med år 1696 gick han under namnet Giädda och även Gädda. Namnet verkar vara inspirerat från förnamnet Gude som är ett återkommande förnamn i denna prästsläkt. Detta namn antogs även på Peders kusins släktgren, sannolikt använde den släktgren också en gädda som vapen. När Georg Gedda adlades blev hans sköld en balkvis lagd blå gädda i en gyllene sköld. På hjälmen ses en stolpvis stående blå gädda med huvudet uppåt mellan två vita fanor på gyllene stänger. Lövverket (hjälmtäcket) är utvändigt av guld och invändigt i blått.

## Blasonering
| ”                                                                        | En Gyllene Sköld hwaruti befinnes en bandevis lagd Blå Gädda. Ifrån den öpna Torner Hjelmen, som är betäckt med en Hjelmkrants, wriden af Guld och blått upresas twänne med Gyllene stänger försedda hwita Fanor, emellan hwilka en med hufwudet uppåt wänd blå Gedda är stolpewis stående. Löfwärket omkring Skölden är utwändigt af Guld och inwändigt blått; Aldeles såsom detta Wapen med sina rätta och egenteliga färgor här afmåladt finnes. | „ |
| – Sköldebrevet i original, RHA. Transkription: Göran Mörner, 2015-04-30. | |   |

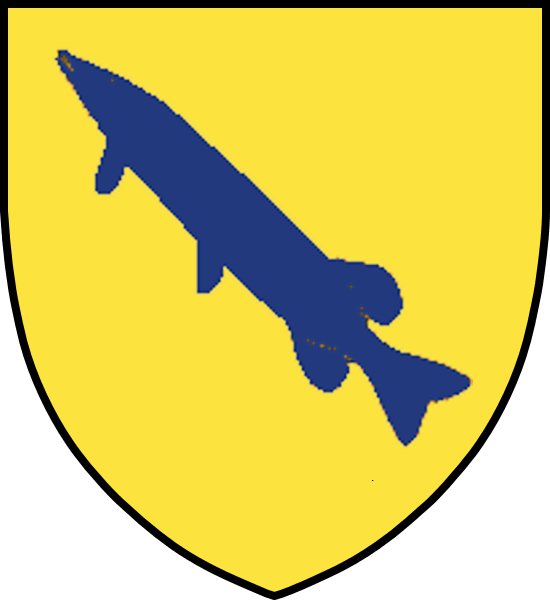
Sköldmärke.